# Офрен, Жан
Жан Риваль (фр. Jean Rival, 1728 — 1804) — французский актёр, выступавший под псевдонимом Офрен (Aufresne). Наряду с Лёкенем считался одним из лучших французских актеров своего времени. Много играл в трагедиях Вольтера и нередко упоминается в его письмах.
Жан Офрен родился в семье женевского часовщика, сам намеревался стать адвокатом.
Вольтер как-то раз услышал чтение Жаном Офреном басен Лафонтена и был пленён его искусством. Он познакомил актера с Лёкенем, а тот рекомендовал его в Comédie-Française. Офрен вскоре получил известность, стал путешествовать, по приглашению Фридриха II играл в Берлине.
В 1785 году И. А. Дмитревский, которого Екатерина II послала во Францию для вербовки актёров в театральную труппу, пригласил Офрена в Санкт-Петербург.
Жан Офрен был высоко оценен императрицей. Он выступал в амплуа царей и благородных отцов. Преподавал в шляхетском сухопутном кадетском корпусе декламацию, обучал молодых актеров.
В России Жан Офрен женился. Его дочь Екатерина Монготье, также ставшая актрисой, — прабабушка поэтов М. А. Кузмина и С. А. Ауслендера.